# Einzigartige Primzahl
In der Unterhaltungsmathematik ist eine einzigartige Primzahl oder einzigartige periodische Primzahl (vom englischen unique prime oder unique period prime) eine Primzahl {\displaystyle p\in \mathbb {P} }, für welche gilt:
- Die Dezimalbruchentwicklung von {\displaystyle {\frac {1}{p}}} (also des Kehrwertes von {\displaystyle p}) hat eine einzigartige Periodenlänge {\displaystyle n\geq 1}, das heißt, es gibt keine andere Primzahl {\displaystyle q\in \mathbb {P} }, für die {\displaystyle {\frac {1}{q}}} die gleiche Periodenlänge hat. Man sagt „die Primzahl {\displaystyle p} hat eine Periode der Länge {\displaystyle n}“.

Einzigartige Primzahlen wurden erstmals im Jahr 1980 von Samuel Yates untersucht.

## Beispiele
- Die Primzahl {\displaystyle p=3} hat als Kehrwert den Bruch {\displaystyle {\frac {1}{3}}}, dessen Dezimalbruchentwicklung {\displaystyle {\frac {1}{3}}=0{,}3333333\ldots =0,{\overline {3}}} ist. Die Periodenlänge von {\displaystyle {\frac {1}{3}}} ist somit {\displaystyle 1}. Natürlich gibt es auch andere periodische Dezimalbruchentwicklungen mit einer Periodenlänge {\displaystyle n=1}, zum Beispiel {\displaystyle 0{,}{\overline {1}}=0{,}1111111\ldots ={\frac {1}{9}}}, aber für {\displaystyle {\frac {1}{9}}={\frac {1}{k}}} ist {\displaystyle k=9\not \in \mathbb {P} } keine Primzahl. Auch {\displaystyle 0{,}{\overline {6}}=0{,}666666\ldots ={\frac {2}{3}}} hat die Periodenlänge {\displaystyle n=1}, aber dieser Bruch hat nicht die Form {\displaystyle {\frac {1}{p}}}, sondern {\displaystyle {\frac {2}{p}}}. Es gibt keine andere Bruchzahl der Form {\displaystyle {\frac {1}{p}}}, welche die Periodenlänge {\displaystyle 1} hat. Somit ist {\displaystyle p=3} eine einzigartige Primzahl.
- Die Primzahl {\displaystyle p=11} hat als Kehrwert den Bruch {\displaystyle {\frac {1}{11}}}, dessen Dezimalbruchentwicklung {\displaystyle {\frac {1}{11}}=0{,}090909\ldots =0{,}{\overline {09}}} ist. Die Periodenlänge von {\displaystyle {\frac {1}{11}}} ist somit {\displaystyle 2}. Alle anderen Bruchzahlen mit einer Periodenlänge {\displaystyle 2} haben die Form {\displaystyle 0{,}{\overline {xy}}=0{,}xyxyxyxy\ldots ={\frac {xy}{99}}}, aber diesen Bruch kann man bestenfalls durch {\displaystyle 3}, durch {\displaystyle 9}, durch {\displaystyle 11}, durch {\displaystyle 33} oder durch {\displaystyle 99} kürzen und erhält die Nenner {\displaystyle 33,11,9,3} oder {\displaystyle 1}. Der einzige prime Nenner ist somit {\displaystyle p=11} (denn der Bruch mit {\displaystyle p=3} hat die Periodenlänge {\displaystyle 1}). Es gibt also keine andere Bruchzahl der Form {\displaystyle {\frac {1}{p}}}, welche die Periodenlänge {\displaystyle n=2} hat. Somit ist {\displaystyle p=11} eine einzigartige Primzahl.
- Die Primzahl {\displaystyle p=41} hat als Kehrwert den Bruch {\displaystyle {\frac {1}{41}}}, dessen Dezimalbruchentwicklung {\displaystyle {\frac {1}{41}}=0{,}0243902439\ldots =0{,}{\overline {02439}}} ist. Die Periodenlänge von {\displaystyle {\frac {1}{41}}} ist somit {\displaystyle n=5}. Allerdings hat auch die Primzahl {\displaystyle p=271} als Kehrwert den Bruch {\displaystyle {\frac {1}{271}}=0{,}0036900369\ldots =0{,}{\overline {00369}}} mit einer Periodenlänge {\displaystyle n=5}. Somit ist weder die Primzahl {\displaystyle p=41} noch die Primzahl {\displaystyle p=271} eine einzigartige Primzahl.
- Die kleinsten einzigartigen Primzahlen sind die folgenden:

3, 11, 37, 101, 9091, 9901, 333667, 909091, 99990001, 999999000001, 9999999900000001, 909090909090909091, 1111111111111111111, 11111111111111111111111, 900900900900990990990991, 909090909090909090909090909091, … (Folge A040017 in OEIS)
Die dazugehörigen Periodenlängen sind die folgenden:
1, 2, 3, 4, 10, 12, 9, 14, 24, 36, 48, 38, 19, 23, 39, 62, … (Folge A051627 in OEIS)
Beispiel:
Obigen beiden Listen kann man an der 10. Stelle die beiden Zahlen {\displaystyle 999999000001} und {\displaystyle 36} entnehmen. Somit hat der Bruch {\displaystyle {\frac {1}{p}}={\frac {1}{999999000001}}}  die Periodenlänge {\displaystyle 36} und es gibt keinen anderen Bruch der Form {\displaystyle {\frac {1}{q}}} mit {\displaystyle q\in \mathbb {P} }, der die Periodenlänge {\displaystyle 36} hat.
- Die 24. einzigartige Primzahl {\displaystyle p} hat 128 Stellen und der dazugehörige Bruch {\displaystyle {\frac {1}{p}}} eine Periodenlänge von 320. Die Primzahl {\displaystyle p} lautet:

{\displaystyle p=999\ldots 999000\ldots 000999\ldots 999000\ldots 0001}
Diese Zahl beginnt mit 32 Neunen, gefolgt von 32 Nullen, danach kommen 32 Neunen und 32 Nullen und sie endet mit einer {\displaystyle 1}. Man schreibt auch kurz {\displaystyle p=(9_{32}0_{32})_{2}+1)}.
- Zurzeit sind mehr als 50 einzigartige Primzahlen (oder einzigartige PRP-Zahlen, also Zahlen, die sehr wahrscheinlich Primzahlen sind, die aber momentan noch zu groß sind, um sich absolut sicher zu sein) bekannt. Es gibt aber nur 18 einzigartige Primzahlen, welche kleiner als {\displaystyle 10^{50}} sind und 23 einzigartige Primzahlen, welche kleiner als {\displaystyle 10^{100}} sind.
- Die momentan größte wahrscheinliche einzigartige Primzahl (Stand: 23. September 2022) ist die folgende:

{\displaystyle p={\frac {10^{8177207}-1}{9}}}
Sie hat {\displaystyle 8177207} Stellen, ist eine Repunit und wurde im Mai 2021 von Serge Batalov und Ryan Propper entdeckt. Allerdings ist diese Zahl eine PRP-Zahl, das heißt, es noch nicht gesichert, ob sie wirklich prim ist oder nicht, weil sie so groß ist. Sie erfüllt aber viele Voraussetzungen für eine Primzahl.
- Die momentan größte bewiesene einzigartige  Primzahl (Stand: 23. September 2022) ist die folgende:

{\displaystyle p=R(49081)={\frac {10^{49081}-1}{9}}=111\ldots 111}
Sie ist eine Repunit, besteht aus {\displaystyle 49081} Einsen, wurde schon im September 1999 von Harvey Dubner als PRP-Zahl erkannt, aber erst 21 Jahre später am 21. März 2022 von Paul Underwood als tatsächliche Primzahl identifiziert.
Die zweitgrößte bewiesene einzigartige  Primzahl (Stand: 24. Februar 2023) ist die folgende:
{\displaystyle p=\Phi _{23178}(10000)={\frac {10^{30904}+1-10^{15452}}{99990001}}}
Sie hat {\displaystyle 30897} Stellen und wurde am 15. Oktober 2022 von Serge Batalov entdeckt. Man kann sie auch als {\displaystyle p=\Phi _{11589}(-10000)} darstellen. Dabei ist {\displaystyle \Phi _{n}(x)} das n-te Kreisteilungspolynom.
- Es folgt eine Tabelle, der man entnehmen kann, welche Periodenlängen {\displaystyle n\leq 100} zu welchen Bruchzahlen {\displaystyle {\frac {1}{p}}} mit {\displaystyle p\in \mathbb {P} } gehören. Einzigartige Primzahlen werden in gelben Zellen geschrieben:

| Perioden- länge {\displaystyle n} | Primzahl {\displaystyle p} | Perioden- länge {\displaystyle n} | Primzahl {\displaystyle p}                 | Perioden- länge {\displaystyle n} | Primzahl {\displaystyle p}                                    | Perioden- länge {\displaystyle n} | Primzahl {\displaystyle p}                                                                  | Perioden- länge {\displaystyle n} | Primzahl {\displaystyle p}                                                                             |
| --------------------------------- | -------------------------- | --------------------------------- | ------------------------------------------ | --------------------------------- | ------------------------------------------------------------- | --------------------------------- | ------------------------------------------------------------------------------------------- | --------------------------------- | --- |
| 1                                 | 3                          | 21                                | 43, 1933, 10838689                         | 41                                | 83, 1231, 538987, 201763709900322803748657942361              | 61                                | 733, 4637, 329401, 974293, 1360682471, 106007173861643, 7061709990156159479                 | 81                                | 163, 9397, 2462401, 676421558270641, 130654897808007778425046117                                       |
| 2                                 | 11                         | 22                                | 23, 4093, 8779                             | 42                                | 127, 2689, 459691                                             | 62                                | 909090909090909090909090909091                                                              | 82                                | 2670502781396266997, 3404193829806058997303                                                            |
| 3                                 | 37                         | 23                                | 11111111111111111111111                    | 43                                | 173, 1527791, 1963506722254397, 2140992015395526641           | 63                                | 10837, 23311, 45613, 45121231, 1921436048294281                                             | 83                                | 3367147378267, 9512538508624154373682136329, 346895716385857804544741137394505425384477                |
| 4                                 | 101                        | 24                                | 99990001                                   | 44                                | 89, 1052788969, 1056689261                                    | 64                                | 19841, 976193, 6187457, 834427406578561                                                     | 84                                | 226549, 4458192223320340849                                                                            |
| 5                                 | 41, 271                    | 25                                | 21401, 25601, 182521213001                 | 45                                | 238681, 4185502830133110721                                   | 65                                | 162503518711, 5538396997364024056286510640780600481                                         | 85                                | 262533041, 8119594779271, 4222100119405530170179331190291488789678081                                  |
| 6                                 | 7, 13                      | 26                                | 859, 1058313049                            | 46                                | 47, 139, 2531, 549797184491917                                | 66                                | 599144041, 183411838171                                                                     | 86                                | 57009401, 2182600451, 7306116556571817748755241                                                        |
| 7                                 | 239, 4649                  | 27                                | 757, 440334654777631                       | 47                                | 35121409, 316362908763458525001406154038726382279             | 67                                | 493121, 79863595778924342083, 28213380943176667001263153660999177245677                     | 87                                | 4003, 72559, 310170251658029759045157793237339498342763245483                                          |
| 8                                 | 73, 137                    | 28                                | 29, 281, 121499449                         | 48                                | 9999999900000001                                              | 68                                | 28559389, 1491383821, 2324557465671829                                                      | 88                                | 617, 16205834846012967584927082656402106953                                                            |
| 9                                 | 333667                     | 29                                | 3191, 16763, 43037, 62003, 77843839397     | 49                                | 505885997, 1976730144598190963568023014679333                 | 69                                | 277, 203864078068831, 1595352086329224644348978893                                          | 89                                | 497867, 103733951, 104984505733, 5078554966026315671444089, 403513310222809053284932818475878953159    |
| 10                                | 9091                       | 30                                | 211, 241, 2161                             | 50                                | 251, 5051, 78875943472201                                     | 70                                | 4147571, 265212793249617641                                                                 | 90                                | 29611, 3762091, 8985695684401                                                                          |
| 11                                | 21649, 513239              | 31                                | 2791, 6943319, 57336415063790604359        | 51                                | 613, 210631, 52986961, 13168164561429877                      | 71                                | 241573142393627673576957439049, 45994811347886846310221728895223034301839                   | 91                                | 547, 14197, 17837, 4262077, 43442141653, 316877365766624209, 110742186470530054291318013               |
| 12                                | 9901                       | 32                                | 353, 449, 641, 1409, 69857                 | 52                                | 521, 1900381976777332243781                                   | 72                                | 3169, 98641, 3199044596370769                                                               | 92                                | 1289, 18371524594609, 4181003300071669867932658901                                                     |
| 13                                | 53, 79, 265371653          | 33                                | 67, 1344628210313298373                    | 53                                | 107, 1659431, 1325815267337711173, 47198858799491425660200071 | 73                                | 12171337159, 1855193842151350117, 49207341634646326934001739482502131487446637              | 93                                | 900900900900900900900900900900990990990990990990990990990991                                           |
| 14                                | 909091                     | 34                                | 103, 4013, 21993833369                     | 54                                | 70541929, 14175966169                                         | 74                                | 7253, 422650073734453, 296557347313446299                                                   | 94                                | 6299, 4855067598095567, 297262705009139006771611927                                                    |
| 15                                | 31, 2906161                | 35                                | 71, 123551, 102598800232111471             | 55                                | 1321, 62921, 83251631, 1300635692678058358830121              | 75                                | 151, 4201, 15763985553739191709164170940063151                                              | 95                                | 191, 59281, 63841, 1289981231950849543985493631, 965194617121640791456070347951751                     |
| 16                                | 17, 5882353                | 36                                | 999999000001                               | 56                                | 7841, 127522001020150503761                                   | 76                                | 722817036322379041, 1369778187490592461                                                     | 96                                | 97, 206209, 66554101249, 75118313082913                                                                |
| 17                                | 2071723, 5363222357        | 37                                | 2028119, 247629013, 2212394296770203368013 | 57                                | 21319, 10749631, 3931123022305129377976519                    | 77                                | 5237, 42043, 29920507, 136614668576002329371496447555915740910181043                        | 97                                | 12004721, 846035731396919233767211537899097169, 109399846855370537540339266842070119107662296580348039 |
| 18                                | 19, 52579                  | 38                                | 909090909090909091                         | 58                                | 59, 154083204930662557781201849                               | 78                                | 157, 6397, 216451, 388847808493                                                             | 98                                | 197, 5076141624365532994918781726395939035533                                                          |
| 19                                | 1111111111111111111        | 39                                | 900900900900990990990991                   | 59                                | 2559647034361, 4340876285657460212144534289928559826755746751 | 79                                | 317, 6163, 10271, 307627, 49172195536083790769, 3660574762725521461527140564875080461079917 | 99                                | 199, 397, 34849, 362853724342990469324766235474268869786311886053883                                   |
| 20                                | 3541, 27961                | 40                                | 1676321, 5964848081                        | 60                                | 61, 4188901, 39526741                                         | 80                                | 5070721, 19721061166646717498359681                                                         | 100                               | 60101, 7019801, 14103673319201, 1680588011350901                                                       |

## Eigenschaften
- Jede prime Repunit {\displaystyle R_{n}} (also Primzahlen der Form {\displaystyle 111\ldots 111} mit {\displaystyle n} Einsern) ist eine einzigartige Primzahl.

Beispiel:
Die folgende Liste gibt die {\displaystyle n} der momentan bekannten primen Repunits {\displaystyle R_{n}} an:
2, 19, 23, 317, 1031, 49081, 86453, 109297, 270343, 5794777, 8177207 (Folge A004023 in OEIS)
Dabei sind die letzten fünf Repunits {\displaystyle R_{86453},R_{109297},R_{270343},R_{5794777}} und {\displaystyle R_{8177207}} PRP-Zahlen, es ist also noch nicht gesichert, ob sie wirklich Primzahlen sind.
- Die folgenden beiden Aussagen sind gleichwertig:[6][8][9]

- Die Primzahl {\displaystyle p} ist eine einzigartige Primzahl mit Periode {\displaystyle n}.
- {\displaystyle p^{\alpha }={\frac {\Phi _{n}(10)}{\operatorname {ggT} (\Phi _{n}(10),n)}}} ist eine Potenz von {\displaystyle p}, wobei {\displaystyle \Phi _{n}(x)} das n-te Kreisteilungspolynom ist.

Spezialfall:
Ist {\displaystyle n\in \mathbb {P} } eine Primzahl, so gilt für das Kreisteilungspolynom {\displaystyle \Phi _{n}(x)}:
{\displaystyle \Phi _{n}(x)=1+x+x^{2}+x^{3}+\ldots +x^{n-1}=\sum _{i=0}^{n-1}x^{i}} und somit ist {\displaystyle \Phi _{n}(10)=1+10+10^{2}+10^{3}+\ldots +10^{n-1}=\sum _{i=0}^{n-1}10^{i}}
Somit gilt für oberen Satz:
{\displaystyle p^{\alpha }={\frac {1+10+10^{2}+10^{3}+\ldots +10^{n-1}}{\operatorname {ggT} (1+10+10^{2}+10^{3}+\ldots +10^{n-1},n)}}={\frac {111\ldots 111}{\operatorname {ggT} (111\ldots 111,n)}}={\frac {R_{n}}{\operatorname {ggT} (R_{n},n)}}}, wobei {\displaystyle R_{n}} die {\displaystyle n}-te Repunit ist
Beispiel:
Sei die Periodenlänge {\displaystyle n=3\in \mathbb {P} }. Dann ist {\displaystyle p^{\alpha }={\frac {111}{\operatorname {ggT} (111,3)}}={\frac {111}{3}}=37}.
Obiger Liste von einzigartigen Primzahlen kann man entnehmen, dass für {\displaystyle p=37} die Periodenlänge tatsächlich {\displaystyle 3} ist.
Normalfall:
Ist {\displaystyle n\not \in \mathbb {P} } keine Primzahl, so gilt für das Kreisteilungspolynom {\displaystyle \Phi _{n}(x)}:
{\displaystyle \Phi _{n}(x)=\!\!\!\!\prod _{1\leq k\leq n \atop \operatorname {ggT} (k,n)=1}\!\!\!\!\left(x-e^{2\pi \cdot \mathrm {i} k/n}\right)}
Beispiel 1:
Sei die Periodenlänge {\displaystyle n=9\not \in \mathbb {P} }. Dann ist {\displaystyle \Phi _{9}(x)=x^{6}+x^{3}+1} und es gilt:
{\displaystyle p^{\alpha }={\frac {\Phi _{9}(10)}{\operatorname {ggT} (\Phi _{9}(10),9)}}={\frac {10^{6}+10^{3}+1}{\operatorname {ggT} (10^{6}+10^{3}+1,9)}}={\frac {1001001}{\operatorname {ggT} (1001001,9)}}={\frac {1001001}{3}}=333667}.
Obiger Liste von einzigartigen Primzahlen kann man entnehmen, dass für {\displaystyle p=333667} die Periodenlänge tatsächlich {\displaystyle 9} ist.
Beispiel 2:
Sei die Periodenlänge {\displaystyle n=1\not \in \mathbb {P} }. Dann ist {\displaystyle \Phi _{1}(x)=x-1} und es gilt:
{\displaystyle p^{\alpha }={\frac {\Phi _{1}(10)}{\operatorname {ggT} (\Phi _{1}(10),1)}}={\frac {10-1}{\operatorname {ggT} (10-1,9)}}={\frac {9}{\operatorname {ggT} (9,1)}}={\frac {9}{1}}=9=3^{2}}.
Obiger Liste von einzigartigen Primzahlen kann man entnehmen, dass für {\displaystyle p=3} die Periodenlänge tatsächlich {\displaystyle 1} ist.
Beispiel 3:
Sei die Periodenlänge {\displaystyle n=6\not \in \mathbb {P} }. Dann ist {\displaystyle \Phi _{6}(x)=x^{2}-x+1} und es gilt:
{\displaystyle p^{\alpha }={\frac {\Phi _{6}(10)}{\operatorname {ggT} (\Phi _{6}(10),6)}}={\frac {10^{2}-10+1}{\operatorname {ggT} (10^{2}-10+1,6)}}={\frac {91}{\operatorname {ggT} (91,6)}}={\frac {91}{1}}=91}.
Es ist aber {\displaystyle 91=7\cdot 13\not \in P} keine Primzahl, somit gibt es auch keine einzigartige Primzahl mit Periodenlänge {\displaystyle 6}. Stattdessen haben die Dezimalbruchentwicklungen von {\displaystyle {\frac {1}{7}}} und {\displaystyle {\frac {1}{13}}} die Periodenlänge {\displaystyle n=6}.

## Ungelöste Probleme
- Es wird vermutet, dass es unendlich viele einzigartige Primzahlen gibt (dies würde aus einer anderen mathematischen Vermutung folgern, nämlich dass es unendlich viele prime Repunits gibt).[10]

## Einzigartige Primzahlen im Dualsystem
Einzigartige Primzahlen sind von der Basis abhängig, mit der gezählt wird. In den oberen Abschnitten wurden einzigartige Primzahlen zur Basis {\displaystyle b=10}, also im Dezimalsystem betrachtet. In diesem Abschnitt werden einzigartige Primzahlen im Dualsystem, also mit Basis {\displaystyle b=2}, behandelt.
Eine Primzahl {\displaystyle p\in \mathbb {P} } ist eine einzigartige Primzahl zur Basis b=2, genau dann, wenn gilt:
- Der Bruch {\displaystyle {\frac {1}{p}}} hat zur Basis {\displaystyle b=2} die Periodenlänge {\displaystyle n\geq 1}. Es existiert keine weitere Primzahl {\displaystyle q\in \mathbb {P} }, für die der Bruch {\displaystyle {\frac {1}{q}}} zur Basis {\displaystyle b=2} ebenfalls die Periodenlänge {\displaystyle n} hat.

### Beispiele
- Eine einzigartige Primzahl im Dualsystem ist die Zahl {\displaystyle p=5=4+1={\underline {1}}\cdot 2^{2}+{\underline {0}}\cdot 2^{1}+{\underline {1}}\cdot 2^{0}=101_{2}}:

Es ist
{\displaystyle {\begin{aligned}{\frac {1}{5}}=0,2&={\frac {0}{2}}+{\frac {0}{4}}+{\frac {1}{8}}+{\frac {1}{16}}+{\frac {0}{32}}+{\frac {0}{64}}+{\frac {1}{128}}+{\frac {1}{256}}+\ldots =0,125+0,0625+\ldots =\\&={\underline {0}}\cdot 2^{-1}+{\underline {0}}\cdot 2^{-2}+{\underline {1}}\cdot 2^{-3}+{\underline {1}}\cdot 2^{-4}+{\underline {0}}\cdot 2^{-5}+{\underline {0}}\cdot 2^{-6}+{\underline {1}}\cdot 2^{-7}+{\underline {1}}\cdot 2^{-8}+\ldots =0,00110011\ldots =0,{\overline {0011}}_{2}\end{aligned}}}
eine im Dualsystem periodische Zahl mit Periodenlänge {\displaystyle n=4}. Es gibt keine weitere Primzahl {\displaystyle p}, deren Bruch {\displaystyle {\frac {1}{p}}} im Dualsystem eine Periodenlänge von {\displaystyle n=4} hat. Somit ist {\displaystyle p=5} eine einzigartige Primzahl im Dualsystem.
- Für die Zahl {\displaystyle p=2={\underline {1}}\cdot 2^{1}+{\underline {0}}\cdot 2^{0}=10_{2}} ist {\displaystyle {\frac {1}{p}}={\frac {1}{2}}=0,5={\underline {1}}\cdot 2^{-1}=0,1_{2}} eine im Dualsystem nicht periodische Zahl (also mit Periodenlänge {\displaystyle n=0}). Es gibt zwar keine weitere Primzahl {\displaystyle p}, deren Bruch {\displaystyle {\frac {1}{p}}} im Dualsystem eine Periodenlänge von {\displaystyle n=0} hat, trotzdem ist {\displaystyle p=2} keine einzigartige Primzahl im Dualsystem, weil {\displaystyle n\geq 1} sein muss.
- Die kleinsten einzigartigen Primzahlen im Dualsystem sind die folgenden, jeweils im Dezimalsystem geschrieben:

3, 5, 7, 11, 13, 17, 19, 31, 41, 43, 73, 127, 151, 241, 257, 331, 337, 683, 2731, 5419, 8191, 43691, 61681, 65537, 87211, 131071, 174763, 262657, 524287, 599479, 2796203, 15790321, 18837001, 22366891, 715827883, 2147483647, 4278255361, … (Folge A144755 in OEIS)
Die dazugehörigen Periodenlängen sind die folgenden:
2, 4, 3, 10, 12, 8, 18, 5, 20, 14, 9, 7, 15, 24, 16, 30, 21, 22, 26, 42, 13, 34, 40, 32, 54, 17, 38, 27, 19, 33, 46, 56, 90, 78, 62, 31, 80, 120, 126, 150, 86, 98, 49, 69, 65, 174, 77, 93, 122, 61, 85, 192, 170, 234, 158, 165, 147, 129, 184, 89, 208, 312, … (Folge A247071 in OEIS)
Wenn man die einzigartigen Primzahlen im Dualsystem nach ihrer Periodenlänge {\displaystyle n} geordnet haben will, so erhält man die Folge A161509 in OEIS. Die sortierte Liste der dazugehörigen Periodenlängen {\displaystyle n} ist dann die Folge A161508 in OEIS.
- Die momentan (Stand: 26. Oktober 2024) größte bekannte einzigartige Primzahl im Dualsystem ist die folgende:[11]

{\displaystyle p=2^{136279841}-1}
Sie hat {\displaystyle 41.024.320} Stellen und wurde am 21. Oktober 2024 von Luke Durant entdeckt. Sie ist auch gleichzeitig die größte bekannte Primzahl und dadurch auch gleichzeitig die größte bekannte Mersenne-Primzahl. Der dazugehörige Bruch {\displaystyle {\frac {1}{p}}} hat, im Dualsystem geschrieben, die Periodenlänge {\displaystyle n=136279841} und es gibt keine einzige weitere Primzahl {\displaystyle q\in \mathbb {P} }, dessen Bruch {\displaystyle {\frac {1}{q}}} dieselbe Periodenlänge hat.
- Die momentan (Stand: 26. Oktober 2024) größte bekannte einzigartige (aber noch nicht endgültig bewiesene) Primzahl im Dualsystem, welche nicht gleichzeitig Mersenne-Primzahl ist, ist die folgende:[12]

{\displaystyle p={\frac {2^{15135397}+1}{3}}}
Sie hat {\displaystyle 4.556.209} Stellen und wurde im Juni 2021 von Ryan Propper entdeckt. Sie ist allerdings noch zu groß, als dass man sicher sagen kann, dass es sich um eine Primzahl handelt. Sie erfüllt viele Primzahl-Eigenschaften und ist eine PRP-Zahl. Ist ihre Primalität bewiesen, so ist sie eine Wagstaff-Primzahl. Der dazugehörige Bruch {\displaystyle {\frac {1}{p}}} hat, im Dualsystem geschrieben, die Periodenlänge {\displaystyle n=2\cdot 15135397=30270794} und es gibt keine einzige weitere Primzahl {\displaystyle q\in \mathbb {P} }, dessen Bruch {\displaystyle {\frac {1}{q}}} dieselbe Periodenlänge hat.
- Die momentan (Stand: 25. Oktober 2021) größte bekannte einzigartige (und auch bewiesene) Primzahl im Dualsystem, welche nicht gleichzeitig Mersenne-Primzahl ist, ist die folgende:[13]

{\displaystyle p={\frac {2^{95369}+1}{3}}}
Sie hat {\displaystyle 28709} Stellen und wurde am 3. August 2021 von Bill Allombert entdeckt. Sie ist die momentan größte bekannte Wagstaff-Primzahl. Der dazugehörige Bruch {\displaystyle {\frac {1}{p}}} hat, im Dualsystem geschrieben, die Periodenlänge {\displaystyle n=2\cdot 95369=190738}.
- Die momentan (Stand: 21. Juli 2018) größte bekannte einzigartige Primzahl im Dualsystem, welche weder Mersenne-Primzahl noch Wagstaff-Primzahl (aber leider eine PRP-Zahl) ist, ist die folgende:[14]

{\displaystyle p={\frac {2^{4101572}+1}{17}}={\frac {16^{1025393}+1}{17}}}
Sie hat {\displaystyle 1.234.695} Stellen und wurde im August 2014 von Paul Bourdelais entdeckt.

### Eigenschaften
- Jede Fermatsche Primzahl {\displaystyle F_{n}=2^{2^{n}}+1} ist eine einzigartige Primzahl im Dualsystem. Ihre Periodenlänge ist eine Zweierpotenz {\displaystyle 2^{n}} mit {\displaystyle n\in \mathbb {N} ,n>0}.
- Jede Mersenne-Primzahl {\displaystyle M_{n}=2^{n}-1} ist eine einzigartige Primzahl im Dualsystem. Ihre Periodenlänge ist eine Primzahl {\displaystyle n\in \mathbb {P} }.
- Jede Wagstaff-Primzahl {\displaystyle p={\frac {2^{q}+1}{3}}} ist eine einzigartige Primzahl im Dualsystem. Ihre Periodenlänge ist das Doppelte einer ungeraden Primzahl {\displaystyle n=2\cdot q} mit {\displaystyle q\in \mathbb {P} ,q\geq 3}.
- Sei {\displaystyle n\not =1} und {\displaystyle n\not =6} eine natürliche Zahl. Dann gilt:

Es existiert mindestens eine Primzahl {\displaystyle p}, welche im Dualsystem die Periodenlänge {\displaystyle n} hat.
Beweis: Diese Aussage gilt wegen des Satzes von Zsigmondy
- Sei {\displaystyle n>20} eine natürliche Zahl mit {\displaystyle n\equiv 4{\pmod {8}}} ({\displaystyle n} habe also die Form {\displaystyle n=8k+4} mit {\displaystyle k\in \mathbb {N} }). Dann gilt:

Es existieren mindestens zwei Primzahlen {\displaystyle p_{1},p_{2}}, welche im Dualsystem die Periodenlänge {\displaystyle n} haben.
Somit ist {\displaystyle n\equiv 4{\pmod {8}}} niemals eine einzigartige Primzahl zur Basis {\displaystyle b=2}.
Beweis: Diese Aussage gilt wegen der Faktorisierung von Aurifeuille
- Die folgenden beiden Aussagen sind gleichwertig:

- Die Primzahl {\displaystyle p} ist eine einzigartige Primzahl im Dualsystem mit Periode {\displaystyle n}.
- {\displaystyle p^{\alpha }={\frac {\Phi _{n}(2)}{\operatorname {ggT} (\Phi _{n}(2),n)}}} ist eine Potenz von {\displaystyle p} mit {\displaystyle \alpha \in \mathbb {N} }, wobei {\displaystyle \Phi _{n}(x)} das n-te Kreisteilungspolynom ist.

Beispiel:
Die einzigen bekannten {\displaystyle n}, für welche obiger Zähler {\displaystyle \Phi _{n}(2)} zusammengesetzt, aber obiger Gesamtausdruck {\displaystyle {\frac {\Phi _{n}(2)}{\operatorname {ggT} (\Phi _{n}(2),n)}}} prim ist, sind die folgenden:
18, 20, 21, 54, 147, 342, 602, 889
In diesen Fällen hat {\displaystyle \Phi _{n}(2)} offenbar einen Teiler, welcher auch Teiler von {\displaystyle n} ist.
Alle anderen bekannten einzigartigen Primzahlen zur Basis {\displaystyle b=2} haben die Form {\displaystyle \Phi _{n}(2)}.
Es ist noch keine Primzahl {\displaystyle p\in \mathbb {P} } bekannt, für die in obiger Formel {\displaystyle \alpha >1} ist. Für alle bekannten einzigartigen Primzahlen {\displaystyle p\in \mathbb {P} } im Dualsystem gilt {\displaystyle \alpha =1}.

### Ungelöste Probleme
- Es wird vermutet, dass es unendlich viele einzigartige Primzahlen zur Basis {\displaystyle b=2} gibt (dies würde aus einer anderen mathematischen Vermutung folgern, nämlich dass es unendlich viele Mersenne-Primzahlen gibt).
- Es wird vermutet, dass es keine Wieferich-Primzahlen gibt, die gleichzeitig einzigartige Primzahlen im Dualsystem sind.

## Einzigartige Primzahlen in anderen Zahlsystemen
Eine Primzahl {\displaystyle p\in \mathbb {P} } ist eine einzigartige Primzahl zur Basis b, genau dann, wenn gilt:
- Der Bruch {\displaystyle {\frac {1}{p}}} hat zur Basis {\displaystyle b} die Periodenlänge {\displaystyle n\geq 1}. Es existiert keine weitere Primzahl {\displaystyle q\in \mathbb {P} }, für die der Bruch {\displaystyle {\frac {1}{q}}} zur Basis {\displaystyle b} ebenfalls die Periodenlänge {\displaystyle n} hat.

### Eigenschaften
- Die folgenden drei Aussagen sind gleichwertig:

- {\displaystyle p} ist eine einzigartige Primzahl zur Basis {\displaystyle b} (der Bruch {\displaystyle {\frac {1}{p}}} hat zur Basis {\displaystyle b} die Periodenlänge {\displaystyle n}).
- {\displaystyle p} ist der einzige Primteiler des n-ten Kreisteilungspolynoms {\displaystyle \Phi _{n}(b)}, welche nicht die Periodenlänge {\displaystyle n} teilt.
- Fall 1: {\displaystyle b} ist gerade:

{\displaystyle R_{n}(b)={\frac {\Phi _{n}(b)}{\operatorname {ggT} (\Phi _{n}(b),n)}}=p^{\alpha }} ist eine Potenz von {\displaystyle p} mit {\displaystyle \alpha \in \mathbb {N} }
Fall 2: {\displaystyle b} ist ungerade:
{\displaystyle R_{n}(b)={\frac {\Phi _{n}(b)}{\operatorname {ggT} (\Phi _{n}(b),n)}}=2^{\beta }\cdot p^{\alpha }} ist eine Zweierpotenz mal einer Potenz von {\displaystyle p} mit {\displaystyle \alpha ,\beta \in \mathbb {N} ,\alpha >0,\beta \geq 0}
Einzigartige Primzahlen im Dezimalsystem bzw. im Dualsystem fallen somit in den Fall 1.
- Sei die Primzahl {\displaystyle p\in \mathbb {P} } ein Teiler der Basis {\displaystyle b}. Dann gilt:

- Die Primzahl {\displaystyle p} ist keine einzigartige Primzahl zur Basis {\displaystyle b}.
- Der Bruch {\displaystyle {\frac {1}{p}}} hat zur Basis {\displaystyle b} die Periodenlänge {\displaystyle n=0}, hat also keine Periode.

Beweis der 1. Behauptung:
Wenn {\displaystyle p} Teiler der Basis {\displaystyle b} ist, ist {\displaystyle p} auch Teiler von {\displaystyle b^{n}} und somit nicht Teiler der um {\displaystyle 1} größeren Zahl {\displaystyle b^{n}+1}. Also ist {\displaystyle p} zu {\displaystyle b^{n}-1} teilerfremd. Das Kreisteilungspolynom {\displaystyle \Phi _{n}(b)} ist aber so definiert, dass es {\displaystyle b^{n}-1} teilen muss. Somit ist auch {\displaystyle p} und {\displaystyle \Phi _{n}(b)} teilerfremd und es ist {\displaystyle p} somit auch kein Teiler von {\displaystyle {\frac {\Phi _{n}(b)}{\operatorname {ggT} (\Phi _{n}(b),n)}}}. Also kann {\displaystyle p} keine einzigartige Primzahl zur Basis {\displaystyle b} sein. {\displaystyle \Box }
- Sei {\displaystyle n\in \mathbb {N} }. Dann gilt:

Es existiert mindestens eine Primzahl {\displaystyle p\in \mathbb {P} }, für die {\displaystyle {\frac {1}{p}}} zur Basis {\displaystyle b} die Periodenlänge {\displaystyle n} hat, mit Ausnahme der folgenden Fälle:
- {\displaystyle b=2} und {\displaystyle n=1} oder {\displaystyle n=6}
- {\displaystyle n=2} und {\displaystyle b=2^{k}-1} mit {\displaystyle k\in \mathbb {N} ,k>0}

Beweis: Diese Aussage gilt wegen des Satzes von Zsigmondy

### Beispiele
Es folgt eine Auflistung von Primzahlen {\displaystyle p}, für die der Bruch {\displaystyle {\frac {1}{p}}} bei gegebener Basis {\displaystyle b\leq 24} die Periodenlänge {\displaystyle n\leq 24} besitzt. Einzigartige Primzahlen werden in gelben Zellen geschrieben:

| Periodenlänge n {\displaystyle \downarrow \quad } Basis b{\displaystyle \quad \rightarrow } | 2             | 3              | 4                   | 5                  | 6                         | 7                        | 8                          | 9                           | 10                      | 11                           | 12                            | 13                           | 14                                      | 15                              | 16                                          | 17                              | 18                                  | 19                                    | 20                                 | 21                                  | 22                                  | 23                                     | 24                                    |
| 1                                                                                           | es gibt keine | 2              | 3                   | 2                  | 5                         | 2, 3                     | 7                          | 2                           | 3                       | 2, 5                         | 11                            | 2, 3                         | 13                                      | 2, 7                            | 3, 5                                        | 2                               | 17                                  | 2, 3                                  | 19                                 | 2, 5                                | 3, 7                                | 2, 11                                  | 23                                    |
| 2                                                                                           | 3             | es gibt keine  | 5                   | 3                  | 7                         | es gibt keine            | 3                          | 5                           | 11                      | 3                            | 13                            | 7                            | 3, 5                                    | es gibt keine                   | 17                                          | 3                               | 19                                  | 5                                     | 3, 7                               | 11                                  | 23                                  | 3                                      | 5                                     |
| 3                                                                                           | 7             | 13             | 7                   | 31                 | 43                        | 19                       | 73                         | 7, 13                       | 37                      | 7, 19                        | 157                           | 61                           | 211                                     | 241                             | 7, 13                                       | 307                             | 7                                   | 127                                   | 421                                | 463                                 | 13                                  | 7, 79                                  | 601                                   |
| 4                                                                                           | 5             | 5              | 17                  | 13                 | 37                        | 5                        | 5, 13                      | 41                          | 101                     | 61                           | 5, 29                         | 5, 17                        | 197                                     | 113                             | 257                                         | 5, 29                           | 5, 13                               | 181                                   | 401                                | 13, 17                              | 5, 97                               | 5, 53                                  | 577                                   |
| 5                                                                                           | 31            | 11             | 11, 31              | 11, 71             | 311                       | 2801                     | 31, 151                    | 11, 61                      | 41, 271                 | 3221                         | 22621                         | 30941                        | 11, 3761                                | 11, 4931                        | 11, 31, 41                                  | 88741                           | 41, 2711                            | 151, 911                              | 11, 61, 251                        | 40841                               | 245411                              | 292561                                 | 346201                                |
| 6                                                                                           | es gibt keine | 7              | 13                  | 7                  | 31                        | 43                       | 19                         | 73                          | 7, 13                   | 37                           | 7, 19                         | 157                          | 61                                      | 211                             | 241                                         | 7, 13                           | 307                                 | 7                                     | 127                                | 421                                 | 463                                 | 13                                     | 7, 79                                 |
| 7                                                                                           | 127           | 1093           | 43, 127             | 19531              | 55987                     | 29, 4733                 | 127, 337                   | 547, 1093                   | 239, 4649               | 43, 45319                    | 659, 4943                     | 5229043                      | 8108731                                 | 1743463                         | 29, 43, 113, 127                            | 25646167                        | 449, 80207                          | 701, 70841                            | 29, 71, 32719                      | 43, 631, 3319                       | 16968421                            | 29, 5336717                            | 29, 239, 28771                        |
| 8                                                                                           | 17            | 41             | 257                 | 313                | 1297                      | 1201                     | 17, 241                    | 17, 193                     | 73, 137                 | 7321                         | 89, 233                       | 14281                        | 41, 937                                 | 17, 1489                        | 65537                                       | 41761                           | 113, 929                            | 17, 3833                              | 160001                             | 97241                               | 73, 3209                            | 139921                                 | 331777                                |
| 9                                                                                           | 73            | 757            | 19, 73              | 19, 829            | 19, 2467                  | 37, 1063                 | 262657                     | 19, 37, 757                 | 333667                  | 1772893                      | 37, 80749                     | 1609669                      | 397, 18973                              | 541, 21061                      | 19, 37, 73, 109                             | 19, 1270657                     | 991, 34327                          | 523, 29989                            | 64008001                           | 85775383                            | 127, 297613                         | 19, 7792003                            | 19, 2017, 4987                        |
| 10                                                                                          | 11            | 61             | 41                  | 521                | 11, 101                   | 11, 191                  | 11, 331                    | 1181                        | 9091                    | 13421                        | 19141                         | 11, 2411                     | 71, 101                                 | 31, 1531                        | 61681                                       | 11, 71, 101                     | 11, 9041                            | 11, 2251                              | 152381                             | 185641                              | 224071                              | 31, 41, 211                            | 11, 5791                              |
| 11                                                                                          | 23, 89        | 23, 3851       | 23, 89, 683         | 12207031           | 23, 3154757               | 1123, 293459             | 23, 89, 599479             | 23, 67, 661, 3851           | 21649, 513239           | 15797, 1806113               | 23, 266981089                 | 23, 419, 859, 18041          | 67, 4027, 1154539                       | 67, 463, 2333, 8537             | 23, 89, 397, 683, 2113                      | 2141993519227                   | 23, 199, 16127, 51217               | 104281, 62060021                      | 10778947368421                     | 17513875027111                      | 67, 353, 1176469537                 | 3937230404603                          | 67, 7349, 134367047                   |
| 12                                                                                          | 13            | 73             | 241                 | 601                | 13, 97                    | 13, 181                  | 37, 109                    | 6481                        | 9901                    | 13, 1117                     | 20593                         | 28393                        | 37, 1033                                | 13, 3877                        | 97, 673                                     | 83233                           | 229, 457                            | 13, 769                               | 13, 12277                          | 61, 3181                            | 157, 1489                           | 37, 7549                               | 13, 73, 349                           |
| 13                                                                                          | 8191          | 797161         | 2731, 8191          | 305175781          | 3433, 760891              | 16148168401              | 79, 8191, 121369           | 398581, 797161              | 53, 79, 265371653       | 1093, 3158528101             | 477517, 20369233              | 53, 264031, 1803647          | 157, 29914249171                        | 53, 157483, 16655159            | 53, 157, 1613, 2731, 8191                   | 212057, 2919196853              | 79, 521, 29759719289                | 599, 29251, 133338869                 | 3121, 142559, 9690539              | 79, 189437, 516094151               | 79, 2003, 85107437663               | 47691619, 480393499                    | 53, 6553, 15913, 6895253              |
| 14                                                                                          | 43            | 547            | 29, 113             | 29, 449            | 29, 197                   | 113, 911                 | 43, 5419                   | 29, 16493                   | 909091                  | 1623931                      | 211, 13063                    | 29, 22079                    | 7027567                                 | 10678711                        | 15790321                                    | 22796593                        | 32222107                            | 197, 226871                           | 827, 10529                         | 81867661                            | 29, 43, 86969                       | 71, 673, 2969                          | 183458857                             |
| 15                                                                                          | 151           | 4561           | 151, 331            | 181, 1741          | 1171, 1201                | 31, 159871               | 631, 23311                 | 31, 271, 4561               | 31, 2906161             | 195019441                    | 61, 661, 9781                 | 4651, 161971                 | 31, 2851, 15511                         | 61, 39225301                    | 61, 151, 331, 1321                          | 6566760001                      | 31, 601, 558721                     | 31, 211, 2460181                      | 31, 3001, 261451                   | 211, 9391, 18181                    | 61, 858794191                       | 74912328481                            | 241, 17881, 24481                     |
| 16                                                                                          | 257           | 17, 193        | 65537               | 17, 11489          | 17, 98801                 | 17, 169553               | 97, 257, 673               | 21523361                    | 17, 5882353             | 17, 6304673                  | 17, 97, 260753                | 407865361                    | 17, 5393, 16097                         | 7121, 179953                    | 641, 6700417                                | 18913, 184417                   | 97, 113607841                       | 15073, 563377                         | 17, 1505882353                     | 62897, 300673                       | 17, 3227992561                      | 17, 3697, 623009                       | 17, 2801, 2311681                     |
| 17                                                                                          | 131071        | 1871, 34511    | 43691, 131071       | 409, 466344409     | 239, 409, 1123, 30839     | 14009, 2767631689        | 103, 2143, 11119, 131071   | 103, 307, 1021, 1871, 34511 | 2071723, 5363222357     | 50544702849929377            | 2693651, 74876782031          | 103, 443, 15798461357509     | 103, 22771730193675277                  | 1045002649, 6734509609          | 137, 953, 26317, 43691, 131071              | 10949, 1749233, 2699538733      | 7563707819165039903                 | 3044803, 99995282631947               | 689852631578947368421              | 1502097124754084594737              | 239, 74729519, 176634767651         | 103, 62246266355102810647              | 307, 120574031, 341563234253          |
| 18                                                                                          | 19            | 19, 37         | 37, 109             | 5167               | 46441                     | 117307                   | 87211                      | 530713                      | 19, 52579               | 590077                       | 1657, 1801                    | 19, 271, 937                 | 19, 132049                              | 19, 739, 811                    | 433, 38737                                  | 1423, 5653                      | 73, 465841                          | 199, 236377                           | 307, 69481                         | 19, 37, 199, 613                    | 19, 5966803                         | 163, 271, 1117                         | 127, 199, 7561                        |
| 19                                                                                          | 524287        | 1597, 363889   | 174763, 524287      | 191, 6271, 3981071 | 191, 638073026189         | 419, 4534166740403       | 32377, 524287, 1212847     | 1597, 2851, 101917, 363889  | 1111111111111111111     | 6115909044841454629          | 29043636306420266077          | 12865927, 9468940004449      | 459715689149916492091                   | 4272113, 370649274902657        | 229, 457, 174763, 524287, 525313            | 229, 1103, 202607147, 291973723 | 6841, 6089884909802812423           | 109912203092239643840221              | 75368484119, 192696104561          | 12061389013, 54921106624003         | 45943, 341203, 97404596002423       | 2129, 63877469, 24939218613613         | 7282588256957615350925401             |
| 20                                                                                          | 41            | 1181           | 61681               | 41, 9161           | 241, 6781                 | 281, 4021                | 41, 61, 1321               | 42521761                    | 3541, 27961             | 212601841                    | 85403261                      | 421, 601, 641                | 1061, 1383881                           | 19421, 131381                   | 4278255361                                  | 21881, 63541                    | 15101, 145501                       | 16936647121                           | 41, 2801, 222361                   | 41, 920421641                       | 181, 401, 150901                    | 61, 941, 272341                        | 61, 1801385941                        |
| 21                                                                                          | 337           | 368089         | 337, 5419           | 379, 519499        | 1822428931                | 11898664849              | 92737, 649657              | 43, 2269, 368089            | 43, 1933, 10838689      | 1723, 8527, 27763            | 8177824843189                 | 43, 337, 547, 2714377        | 43, 547, 2239000891                     | 43, 2817034275427               | 337, 1429, 5419, 14449                      | 43, 13567, 940143709            | 156107192084257                     | 30640261, 68443621                    | 460951, 8442733531                 | 4789, 6427, 227633407               | 12271836836138419                   | 43, 170689, 408030421                  | 43, 10426753, 78066619                |
| 22                                                                                          | 683           | 67, 661        | 397, 2113           | 23, 67, 5281       | 51828151                  | 23, 10746341             | 67, 683, 20857             | 5501, 570461                | 23, 4093, 8779          | 23, 89, 199, 58367           | 57154490053                   | 128011456717                 | 23, 11737870057                         | 23, 23504771357                 | 353, 2931542417                             | 23, 947, 87415373               | 536801, 6301307                     | 23, 253239693257                      | 23, 424016563147                   | 23, 6073, 10362529                  | 89, 285451051007                    | 39700406579747                         | 60867245726761                        |
| 23                                                                                          | 47, 178481    | 47, 1001523179 | 47, 178481, 2796203 | 8971, 332207361361 | 47, 139, 3221, 7505944891 | 47, 3083, 31479823396757 | 47, 178481, 10052678938039 | 47, 1001523179, 23535794707 | 11111111111111111111111 | 829, 28878847, 3740221981231 | 47, 39891250417, 321218438243 | 1381, 2519545342349331183143 | 47, 461, 2347, 10627, 2249861, 14525237 | 829, 31741, 3046462151831565769 | 47, 277, 1013, 1657, 30269, 178481, 2796203 | 47, 26552618219228090162977481  | 47, 599, 7468009, 20801237997245359 | 277, 2347, 16497763013, 1335495402823 | 691, 1381, 46266279097921483078651 | 47, 19597, 139870566115103282847737 | 4463, 1323064018651, 60575166785239 | 461, 1289, 831603031789, 1920647391913 | 47, 124799, 304751, 58769065453824529 |
| 24                                                                                          | 241           | 6481           | 97, 673             | 390001             | 1678321                   | 73, 193, 409             | 433, 38737                 | 97, 577, 769                | 99990001                | 10657, 20113                 | 193, 2227777                  | 815702161                    | 1475750641                              | 2562840001                      | 193, 22253377                               | 73, 1321, 72337                 | 11019855601                         | 4297, 3952393                         | 31177, 821113                      | 73, 518118697                       | 191353, 286777                      | 937, 83575993                          | 97, 1134793633                        |

Die Primzahlen {\displaystyle p\in \mathbb {P} } für die Basis {\displaystyle b=2} kann man mit aufsteigender Periodenlänge {\displaystyle n=2,3,4,\ldots } auch der Folge A108974 in OEIS entnehmen.
Es folgt eine Auflistung der Periodenlängen {\displaystyle n} von Bruchzahlen der Form {\displaystyle {\frac {1}{p}}} mit den ersten 34 Primzahlen {\displaystyle p\leq 139} zu verschiedensten Basen {\displaystyle b\leq 24}. Wenn die Primzahl {\displaystyle p} ein Teiler der Basis {\displaystyle b} ist, endet die Dezimalbruchentwicklung, die Periodenlänge beträgt somit {\displaystyle 0}. Ist die Primzahl {\displaystyle p} eine einzigartige Primzahl zur Basis {\displaystyle b}, so wird die Periodenlänge {\displaystyle n} in einer gelben Zelle geschrieben:

| Primzahl {\displaystyle p} {\displaystyle \downarrow \quad } Basis {\displaystyle b\rightarrow } | 2                 | 3                 | 4                 | 5                 | 6                 | 7                 | 8                 | 9                 | 10                | 11                | 12                | 13                | 14                | 15                | 16                | 17                | 18                | 19                | 20                | 21                | 22                | 23                | 24                |
| 2                                                                                                | {\displaystyle 0} | 1                 | {\displaystyle 0} | 1                 | {\displaystyle 0} | 1                 | {\displaystyle 0} | 1                 | {\displaystyle 0} | 1                 | {\displaystyle 0} | 1                 | {\displaystyle 0} | 1                 | {\displaystyle 0} | 1                 | {\displaystyle 0} | 1                 | {\displaystyle 0} | 1                 | {\displaystyle 0} | 1                 | {\displaystyle 0} |
| 3                                                                                                | 2                 | {\displaystyle 0} | 1                 | 2                 | {\displaystyle 0} | 1                 | 2                 | {\displaystyle 0} | 1                 | 2                 | {\displaystyle 0} | 1                 | 2                 | {\displaystyle 0} | 1                 | 2                 | {\displaystyle 0} | 1                 | 2                 | {\displaystyle 0} | 1                 | 2                 | {\displaystyle 0} |
| 5                                                                                                | 4                 | 4                 | 2                 | {\displaystyle 0} | 1                 | 4                 | 4                 | 2                 | {\displaystyle 0} | 1                 | 4                 | 4                 | 2                 | {\displaystyle 0} | 1                 | 4                 | 4                 | 2                 | {\displaystyle 0} | 1                 | 4                 | 4                 | 2                 |
| 7                                                                                                | 3                 | 6                 | 3                 | 6                 | 2                 | {\displaystyle 0} | 1                 | 3                 | 6                 | 3                 | 6                 | 2                 | {\displaystyle 0} | 1                 | 3                 | 6                 | 3                 | 6                 | 2                 | {\displaystyle 0} | 1                 | 3                 | 6                 |
| 11                                                                                               | 10                | 5                 | 5                 | 5                 | 10                | 10                | 10                | 5                 | 2                 | {\displaystyle 0} | 1                 | 10                | 5                 | 5                 | 5                 | 10                | 10                | 10                | 5                 | 2                 | {\displaystyle 0} | 1                 | 10                |
| 13                                                                                               | 12                | 3                 | 6                 | 4                 | 12                | 12                | 4                 | 3                 | 6                 | 12                | 2                 | {\displaystyle 0} | 1                 | 12                | 3                 | 6                 | 4                 | 12                | 12                | 4                 | 3                 | 6                 | 12                |
| 17                                                                                               | 8                 | 16                | 4                 | 16                | 16                | 16                | 8                 | 8                 | 16                | 16                | 16                | 4                 | 16                | 8                 | 2                 | {\displaystyle 0} | 1                 | 8                 | 16                | 4                 | 16                | 16                | 16                |
| 19                                                                                               | 18                | 18                | 9                 | 9                 | 9                 | 3                 | 6                 | 9                 | 18                | 3                 | 6                 | 18                | 18                | 18                | 9                 | 9                 | 2                 | {\displaystyle 0} | 1                 | 18                | 18                | 9                 | 9                 |
| 23                                                                                               | 11                | 11                | 11                | 22                | 11                | 22                | 11                | 11                | 22                | 22                | 11                | 11                | 22                | 22                | 11                | 22                | 11                | 22                | 22                | 22                | 2                 | {\displaystyle 0} | 1                 |
| 29                                                                                               | 28                | 28                | 14                | 14                | 14                | 7                 | 28                | 14                | 28                | 28                | 4                 | 14                | 28                | 28                | 7                 | 4                 | 28                | 28                | 7                 | 28                | 14                | 7                 | 7                 |
| 31                                                                                               | 5                 | 30                | 5                 | 3                 | 6                 | 15                | 5                 | 15                | 15                | 30                | 30                | 30                | 15                | 10                | 5                 | 30                | 15                | 15                | 15                | 30                | 30                | 10                | 30                |
| 37                                                                                               | 36                | 18                | 18                | 36                | 4                 | 9                 | 12                | 9                 | 3                 | 6                 | 9                 | 36                | 12                | 36                | 9                 | 36                | 36                | 36                | 36                | 18                | 36                | 12                | 36                |
| 41                                                                                               | 20                | 8                 | 10                | 20                | 40                | 40                | 20                | 4                 | 5                 | 40                | 40                | 40                | 8                 | 40                | 5                 | 40                | 5                 | 40                | 20                | 20                | 40                | 10                | 40                |
| 43                                                                                               | 14                | 42                | 7                 | 42                | 3                 | 6                 | 14                | 21                | 21                | 7                 | 42                | 21                | 21                | 21                | 7                 | 21                | 42                | 42                | 42                | 7                 | 14                | 21                | 21                |
| 47                                                                                               | 23                | 23                | 23                | 46                | 23                | 23                | 23                | 23                | 46                | 46                | 23                | 46                | 23                | 46                | 23                | 23                | 23                | 46                | 46                | 23                | 46                | 46                | 23                |
| 53                                                                                               | 52                | 52                | 26                | 52                | 26                | 26                | 52                | 26                | 13                | 26                | 52                | 13                | 52                | 13                | 13                | 26                | 52                | 52                | 52                | 52                | 52                | 4                 | 13                |
| 59                                                                                               | 58                | 29                | 29                | 29                | 58                | 29                | 58                | 29                | 58                | 58                | 29                | 58                | 58                | 29                | 29                | 29                | 58                | 29                | 29                | 29                | 29                | 58                | 58                |
| 61                                                                                               | 60                | 10                | 30                | 30                | 60                | 60                | 20                | 5                 | 60                | 4                 | 15                | 3                 | 6                 | 15                | 15                | 60                | 60                | 30                | 5                 | 12                | 15                | 20                | 20                |
| 67                                                                                               | 66                | 22                | 33                | 22                | 33                | 66                | 22                | 11                | 33                | 66                | 66                | 66                | 11                | 11                | 33                | 33                | 66                | 33                | 66                | 33                | 11                | 33                | 11                |
| 71                                                                                               | 35                | 35                | 35                | 5                 | 35                | 70                | 35                | 35                | 35                | 70                | 35                | 70                | 10                | 35                | 35                | 10                | 35                | 35                | 7                 | 70                | 70                | 14                | 35                |
| 73                                                                                               | 9                 | 12                | 9                 | 72                | 36                | 24                | 3                 | 6                 | 8                 | 72                | 36                | 72                | 72                | 72                | 9                 | 24                | 18                | 36                | 72                | 24                | 8                 | 36                | 12                |
| 79                                                                                               | 39                | 78                | 39                | 39                | 78                | 78                | 13                | 39                | 13                | 39                | 26                | 39                | 26                | 26                | 39                | 26                | 13                | 39                | 39                | 13                | 13                | 3                 | 6                 |
| 83                                                                                               | 82                | 41                | 41                | 82                | 82                | 41                | 82                | 41                | 41                | 41                | 41                | 82                | 82                | 82                | 41                | 41                | 82                | 82                | 82                | 41                | 82                | 41                | 82                |
| 89                                                                                               | 11                | 88                | 11                | 44                | 88                | 88                | 11                | 44                | 44                | 22                | 8                 | 88                | 88                | 88                | 11                | 44                | 44                | 88                | 44                | 44                | 22                | 88                | 88                |
| 97                                                                                               | 48                | 48                | 24                | 96                | 12                | 96                | 16                | 24                | 96                | 48                | 16                | 96                | 96                | 96                | 12                | 96                | 16                | 32                | 32                | 96                | 4                 | 96                | 24                |
| 101                                                                                              | 100               | 100               | 50                | 25                | 10                | 100               | 100               | 50                | 4                 | 100               | 100               | 50                | 10                | 100               | 25                | 10                | 100               | 25                | 50                | 50                | 50                | 50                | 25                |
| 103                                                                                              | 51                | 34                | 51                | 102               | 102               | 51                | 17                | 17                | 34                | 102               | 102               | 17                | 17                | 51                | 51                | 51                | 51                | 51                | 102               | 102               | 34                | 17                | 34                |
| 107                                                                                              | 106               | 53                | 53                | 106               | 106               | 106               | 106               | 53                | 53                | 53                | 53                | 53                | 53                | 106               | 53                | 106               | 106               | 53                | 106               | 106               | 106               | 53                | 106               |
| 109                                                                                              | 36                | 27                | 18                | 27                | 108               | 27                | 12                | 27                | 108               | 108               | 54                | 108               | 108               | 27                | 9                 | 36                | 108               | 36                | 54                | 27                | 27                | 36                | 108               |
| 113                                                                                              | 28                | 112               | 14                | 112               | 112               | 14                | 28                | 56                | 112               | 56                | 112               | 56                | 28                | 4                 | 7                 | 112               | 8                 | 112               | 112               | 112               | 56                | 112               | 112               |
| 127                                                                                              | 7                 | 126               | 7                 | 42                | 126               | 126               | 7                 | 63                | 42                | 63                | 126               | 63                | 126               | 63                | 7                 | 63                | 63                | 3                 | 6                 | 63                | 9                 | 126               | 18                |
| 131                                                                                              | 130               | 65                | 65                | 65                | 130               | 65                | 130               | 65                | 130               | 65                | 65                | 65                | 130               | 65                | 65                | 130               | 26                | 26                | 65                | 65                | 130               | 130               | 26                |
| 137                                                                                              | 68                | 136               | 34                | 136               | 136               | 68                | 68                | 68                | 8                 | 68                | 136               | 136               | 34                | 34                | 17                | 68                | 34                | 68                | 136               | 136               | 34                | 136               | 136               |
| 139                                                                                              | 138               | 138               | 69                | 69                | 23                | 69                | 46                | 69                | 46                | 69                | 138               | 69                | 46                | 138               | 69                | 138               | 138               | 138               | 69                | 138               | 138               | 46                | 69                |

Nun folgt eine Tabelle, der man die kleinsten Periodenlängen {\displaystyle n} (bis inklusive {\displaystyle n=600}) entnehmen kann, für die der Bruch {\displaystyle {\frac {1}{p}}} mit {\displaystyle p\in \mathbb {P} } eine einzigartige Länge hat. Es gibt somit keine andere Primzahl {\displaystyle q\in \mathbb {P} } zur gegebenen Basis {\displaystyle b\leq 24} mit der gleichen Periodenlänge. Außerdem wird jeweils auch die dazugehörige einzigartige Primzahl {\displaystyle p} angegeben, deren Bruch {\displaystyle {\frac {1}{p}}} diese Periodenlänge {\displaystyle n} hat.

| Basis {\displaystyle b} | die kleinsten Periodenlängen {\displaystyle n\leq 600} von einzigartigen Primzahlen {\displaystyle p} zur Basis {\displaystyle b\leq 24} | OEIS-Folge            |
| Basis {\displaystyle b} | die dazugehörigen einzigartigen Primzahlen {\displaystyle p} mit diesen Periodenlängen {\displaystyle n\leq 600} | OEIS-Folge            |
| ----------------------- | --- | --------------------- |
| 2                       | 2, 3, 4, 5, 7, 8, 9, 10, 12, 13, 14, 15, 16, 17, 18, 19, 20, 21, 22, 24, 26, 27, 30, 31, 32, 33, 34, 38, 40, 42, 46, 49, 54, 56, 61, 62, 65, 69, 77, 78, 80, 85, 86, 89, 90, 93, 98, 107, 120, 122, 126, 127, 129, 133, 145, 147, 150, 158, 165, 170, 174, 184, 192, 195, 202, 208, 234, 254, 261, 280, 296, 312, 322, 334, 342, 345, 366, 374, 382, 398, 410, 414, 425, 447, 471, 507, 521, 550, 567, 579, 590, 600, … | Folge A161508 in OEIS |
| 2                       | 3, 7, 5, 31, 127, 17, 73, 11, 13, 8191, 43, 151, 257, 131071, 19, 524287, 41, 337, 683, 241, 2731, 262657, 331, 2147483647, 65537, 599479, 43691, 174763, 61681, 5419, 2796203, 4432676798593, 87211, 15790321, 2305843009213693951, 715827883, 145295143558111, 10052678938039, 581283643249112959, 22366891, 4278255361, 9520972806333758431, 2932031007403, 618970019642690137449562111, … | Folge A161509 in OEIS |
| 3                       | 1, 3, 4, 5, 6, 7, 8, 9, 10, 12, 13, 14, 15, 20, 21, 24, 26, 32, 33, 36, 40, 46, 60, 63, 64, 70, 71, 72, 86, 103, 108, 128, 130, 132, 143, 145, 154, 161, 236, 255, 261, 276, 279, 287, 304, 364, 430, 464, 513, 528, 541, 562, … |                       |
| 3                       | 2, 13, 5, 11, 7, 1093, 41, 757, 61, 73, 797161, 547, 4561, 1181, 368089, 6481, 398581, 21523361, 2413941289, 530713, 42521761, 23535794707, 47763361, 144542918285300809, 926510094425921, 374857981681, 3754733257489862401973357979128773, 282429005041, 82064241848634269407, 6957596529882152968992225251835887181478451547013, … |                       |
| 4                       | 1, 2, 3, 4, 6, 8, 10, 12, 16, 20, 28, 40, 60, 92, 96, 104, 140, 148, 156, 300, 356, 408, 596, … |                       |
| 4                       | 3, 5, 7, 17, 13, 257, 41, 241, 65537, 61681, 15790321, 4278255361, 4562284561, 291280009243618888211558641, 18446744069414584321, 78919881726271091143763623681, 84179842077657862011867889681, 20988936657440586486151264256610222593863921, 84159375948762099254554456081, 1461503031127477825099979369543473122548042956801, … |                       |
| 5                       | 1, 2, 3, 4, 6, 7, 8, 10, 11, 12, 13, 18, 24, 28, 47, 48, 49, 56, 57, 88, 90, 92, 108, 110, 116, 120, 127, 134, 141, 149, 161, 171, 181, 198, 202, 206, 236, 248, 288, 357, 384, 420, 458, 500, 530, 536, … |                       |
| 5                       | 2, 3, 31, 13, 7, 19531, 313, 521, 12207031, 601, 305175781, 5167, 390001, 234750601, 177635683940025046467781066894531, 152587500001, 227376585863531112677002031251, 59509429687890001, 11735415506748076408140121, 9080418348371887359375390001, 60081451169922001, 5465713352000770660547109750601, 14551915228363037109375001, … |                       |
| 6                       | 1, 2, 3, 4, 5, 6, 7, 8, 18, 21, 22, 24, 29, 30, 42, 50, 62, 71, 86, 90, 94, 118, 124, 127, 129, 144, 154, 186, 192, 214, 271, 354, 360, 411, 480, 509, 558, 575, … |                       |
| 6                       | 5, 7, 43, 37, 311, 31, 55987, 1297, 46441, 1822428931, 51828151, 1678321, 7369130657357778596659, 1950271, 2527867231, 3655688315536801, 189491931189200021056951, 3546245297457217493590449191748546458005595187661976371, 412482688627178079807598675848631, 4760317816590150361, … |                       |
| 7                       | 3, 4, 5, 6, 8, 13, 18, 21, 28, 30, 34, 36, 46, 48, 50, 54, 55, 58, 63, 76, 84, 94, 105, 122, 131, 148, 149, 224, 280, 288, 296, 332, 352, 456, 528, 531, 581, … |                       |
| 7                       | 19, 5, 2801, 43, 1201, 16148168401, 117307, 11898664849, 13564461457, 6568801, 29078814248401, 13841169553, 3421093417510114543, 33232924804801, 79787519018560501, 1628413557556843, 5457586804596062091175455674392801, 402488219476647465854701, 2643999917660728787808396988849, 2598696228942460402343442913969, 195489390796456327201, … |                       |
| 8                       | 1, 2, 3, 6, 9, 18, 30, 42, 78, 87, 114, 138, 189, 303, 318, 330, 408, 462, 504, 561, … |                       |
| 8                       | 7, 3, 73, 19, 262657, 87211, 18837001, 77158673929, 5302306226370307681801, 328017025014102923449988663752960080886511412965881, 19177458387940268116349766612211, 6113142872404227834840443898241613032969, 34175792320105064276509600649933535697253970335472049142780400956425111741139140798213387072831489, … |                       |
| 9                       | 1, 2, 4, 6, 10, 12, 16, 18, 20, 30, 32, 36, 54, 64, 66, 118, 138, 152, 182, 232, 264, 336, 340, 380, 414, 446, 492, 540, … |                       |
| 9                       | 2, 5, 41, 73, 1181, 6481, 21523361, 530713, 42521761, 47763361, 926510094425921, 282429005041, 150094634909578633, 1716841910146256242328924544641, 13490012358249728401, 19966781110160346782368664772328944885905284750420567849, 1076050302914923449767311155851656076154481, … |                       |
| 10                      | 1, 2, 3, 4, 9, 10, 12, 14, 19, 23, 24, 36, 38, 39, 48, 62, 93, 106, 120, 134, 150, 196, 294, 317, 320, 385, 586, 597, … | Folge A007498 in OEIS |
| 10                      | 3, 11, 37, 101, 333667, 9091, 9901, 909091, 1111111111111111111, 11111111111111111111111, 99990001, 999999000001, 909090909090909091, 900900900900990990990991, 9999999900000001, 909090909090909090909090909091, 900900900900900900900900900900990990990990990990990990990991, 9090909090909090909090909090909090909090909090909091, 100009999999899989999000000010001, 909090909090909090909090909090909090909090909090909090909090909091, 10000099999999989999899999000000000100001, 999999999999990000000000000099999999999999000000000000009999999999999900000000000001, 142857157142857142856999999985714285714285857142857142855714285571428571428572857143, … | Folge A007615 in OEIS |
| 11                      | 2, 4, 5, 6, 8, 9, 10, 14, 15, 17, 18, 19, 20, 27, 36, 42, 45, 52, 60, 73, 91, 104, 139, 205, 234, 246, 318, 358, 388, 403, 458, 552, … |                       |
| 11                      | 3, 61, 3221, 37, 7321, 1772893, 13421, 1623931, 195019441, 50544702849929377, 590077, 6115909044841454629, 212601841, 5559917315850179173, 3138426605161, 3421169496361, 9842332430037465033595921, 9768997162071483134919121, 46329453543600481, 1051153199500053598403188407217590190707671147285551702341089650185945215953, … |                       |
| 12                      | 1, 2, 3, 5, 10, 12, 19, 20, 21, 22, 56, 60, 63, 70, 80, 84, 92, 97, 109, 111, 123, 164, 189, 218, 276, 317, 353, 364, 386, 405, 456, 511, … |                       |
| 12                      | 11, 13, 157, 22621, 19141, 20593, 29043636306420266077, 85403261, 8177824843189, 57154490053, 79493013628273739882868481, 186168115009253521, 708391688852136898302887193094373767489, 86121235964912696227980301, 34182189107670005092862256297738241, 80048881834094656438235281, 302669957628317561107372328495588758678132736113, … |                       |
| 13                      | 2, 3, 5, 6, 7, 8, 9, 12, 16, 22, 24, 28, 33, 34, 38, 78, 80, 102, 137, 140, 147, 224, 230, 283, 304, 341, 360, 372, 384, 418, 420, 436, 483, 568, 570, 594, … |                       |
| 13                      | 7, 61, 30941, 157, 5229043, 14281, 1609669, 28393, 407865361, 128011456717, 815702161, 23161037562937, 17551032119981679046729, 617886851384381281, 104422877883960436477, 584288727345658049575114801, 442779263234039928595359287744639041, 476622264829847630603684799705499201, … |                       |
| 14                      | 1, 3, 4, 6, 7, 14, 19, 24, 31, 33, 35, 36, 41, 55, 60, 106, 114, 129, 152, 153, 172, 222, 265, 286, 400, 448, 560, 584, … |                       |
| 14                      | 13, 211, 197, 61, 8108731, 7027567, 459715689149916492091, 1475750641, 26063080998214179685167270877966651, 77720275181800334933851, 2984619585279628795345143571, 56693904845761, 7538867501749984216983927242653776257689563451, 590942011471566261212035041517359275008998041, 2189065053896955781, … |                       |
| 15                      | 3, 4, 6, 7, 14, 24, 43, 54, 58, 73, 85, 93, 102, 184, 220, 221, 228, 232, 247, 291, 305, 486, 487, 505, 551, 552, 590, … |                       |
| 15                      | 241, 113, 211, 1743463, 10678711, 2562840001, 26656068987980386414408582952871386493955339704241, 1477891879996957031251, 798962746803683694452047348022461, 5111329463430071646630167819950683399621676569261698373582346123709742512021745954241, … |                       |
| 16                      | 2, 4, 6, 8, 10, 14, 20, 30, 46, 48, 52, 70, 74, 78, 150, 178, 204, 298, 306, 346, 366, 378, 400, 476, 498, 502, … |                       |
| 16                      | 17, 257, 241, 65537, 61681, 15790321, 4278255361, 4562284561, 291280009243618888211558641, 18446744069414584321, 78919881726271091143763623681, 84179842077657862011867889681, 20988936657440586486151264256610222593863921, 84159375948762099254554456081, 1461503031127477825099979369543473122548042956801, … |                       |
| 17                      | 1, 2, 3, 5, 7, 8, 11, 12, 14, 15, 34, 42, 46, 47, 48, 50, 71, 77, 94, 110, 114, 147, 154, 176, 228, 235, 258, 275, 338, 350, 419, 450, 480, 515, 589, … |                       |
| 17                      | 2, 3, 307, 88741, 25646167, 41761, 2141993519227, 83233, 22796593, 6566760001, 45957792327018709121, 88109799136087, 1109309383381084655697725873, 423622795798733187216959754496018087627393990881167960767, 48661191868691111041, 4064228544226537005066401, 143798195172461138521036839345269251740737334259640879028155379795667047030720519999127, … |                       |
| 18                      | 1, 2, 3, 6, 14, 17, 21, 24, 30, 33, 38, 45, 46, 72, 78, 114, 146, 168, 288, 414, 440, 448, … |                       |
| 18                      | 17, 19, 7, 307, 32222107, 7563707819165039903, 156107192084257, 11019855601, 11630180251, 12042065697120681040605799, 1961870762757168078553, 1338029376807245057016053427001, 3913037558632733048069409307, 1338258845052393545608356556801, 1412364383703504438982118048251, 1633867441076854816741224240423374163767714299, … |                       |
| 19                      | 2, 3, 4, 6, 19, 20, 31, 34, 47, 56, 59, 61, 70, 74, 91, 92, 96, 98, 107, 120, 145, 156, 168, 242, 276, 314, 326, 337, 387, 565, … |                       |
| 19                      | 5, 127, 181, 7, 109912203092239643840221, 16936647121, 243270318891483838103593381595151809701, 274019342889240109297, 70169234660105574400577005075855017842743056666917902427141, 4898725341275828472027787456561, 155306613932666028670208812450645212905178047040045530562317564121001023821, … |                       |
| 20                      | 1, 3, 4, 6, 8, 9, 10, 11, 17, 30, 98, 100, 110, 126, 154, 158, 160, 168, 178, 182, 228, 266, 270, 280, 340, 416, 480, 574, … |                       |
| 20                      | 19, 421, 401, 127, 160001, 64008001, 152381, 10778947368421, 689852631578947368421, 26876632021, 628292358238289452269193508271835428805485714102857143, 10995116277758926258176000104857599999989760000000001, 11544868483876542417134734645670674427914239932800021, 68728066670457765494784262143995903488000008001, … |                       |
| 21                      | 2, 3, 5, 6, 8, 9, 10, 11, 14, 17, 26, 43, 64, 74, 81, 104, 192, 271, 321, 335, 348, 404, 437, 445, 516, … |                       |
| 21                      | 11, 463, 40841, 421, 97241, 85775383, 185641, 17513875027111, 81867661, 1502097124754084594737, 7021471715414521, 35842614220783025524408588074144786493150233831596714503, 1023263388750334684164671319051311082339521, 379919184478057330357419845346252603881265273961, … |                       |
| 22                      | 2, 3, 5, 6, 7, 10, 21, 25, 26, 69, 79, 86, 93, 100, 101, 154, 158, 161, 171, 202, 214, 294, 354, 359, 424, 454, … |                       |
| 22                      | 23, 13, 245411, 463, 16968421, 224071, 12271836836138419, 705429635566498619547944801, 12296089473177511, 111284674149221479321933039375712865638979268198676574953779, 536009503964613991286957683005287140685493324523698332668846831791767500295593367113600925667991227216067, … |                       |
| 23                      | 2, 5, 6, 8, 11, 15, 22, 26, 39, 42, 45, 54, 56, 132, 134, 145, 147, 196, 212, 218, 252, 343, 580, … |                       |
| 23                      | 3, 292561, 13, 139921, 3937230404603, 74912328481, 39700406579747, 21001515080686141, 459408054528299360264076035007841, 22865554874031409, 480211292412647894626919619228001, 1081383636631149044212969, 480249047846803230704957710381921, 2950758285992728866481208896744379674128936788494711201, … |                       |
| 24                      | 1, 2, 3, 4, 5, 8, 14, 19, 22, 38, 45, 53, 54, 70, 71, 117, 140, 144, 169, 186, 192, 195, 196, 430, … |                       |
| 24                      | 23, 5, 601, 577, 346201, 331777, 183458857, 7282588256957615350925401, 60867245726761, 6699981196401006122851369, 1333639297121560770726162830707201, 615840114784814774501200690134862345946783236130283731411280186824640601, 6979147079581739570429953, 1389307926104143220565076487602201, … |                       |

## Bi-Einzigartige Primzahlen
Die beiden Primzahlen {\displaystyle p_{1}\in \mathbb {P} } und {\displaystyle p_{2}\in \mathbb {P} } nennt man bi-einzigartige Primzahlen (vom englischen bi-unique prime), wenn gilt:
- Die beiden Bruchzahlen {\displaystyle {\frac {1}{p_{1}}}} und {\displaystyle {\frac {1}{p_{2}}}} haben die gleiche Periodenlänge {\displaystyle n}
- Es gibt keine andere Primzahl {\displaystyle q\in \mathbb {P} }, sodass {\displaystyle {\frac {1}{q}}} diese Periodenlänge {\displaystyle n} besitzt

### Beispiele
- Sei die Basis {\displaystyle b=10} und die Periodenlänge {\displaystyle n=6}. Dann gilt für das Kreisteilungspolynom {\displaystyle \Phi _{n}(b)} und für {\displaystyle R_{n}(b)}:

{\displaystyle \Phi _{n}(b)=\Phi _{6}(10)=10^{2}-10+1=91}
{\displaystyle R_{n}(b)=R_{6}(10)={\frac {\Phi _{n}(b)}{\operatorname {ggT} (\Phi _{n}(b),n)}}={\frac {91}{\operatorname {ggT} (91,6)}}={\frac {91}{1}}=91=7\cdot 13}
Somit haben {\displaystyle p_{1}=7} und {\displaystyle p_{2}=13} die gleiche Periodenlänge {\displaystyle n=6} (im Speziellen ist {\displaystyle {\frac {1}{7}}=0,{\overline {142857}}} und {\displaystyle {\frac {1}{13}}=0,{\overline {076923}}}). Die beiden Primzahlen {\displaystyle p_{1}=7} und {\displaystyle p_{2}=13} sind also bi-einzigartige Primzahlen zur Basis {\displaystyle b=10}.
- Sei die Basis {\displaystyle b=2} und die Periodenlänge {\displaystyle n=11}. Dann gilt für das Kreisteilungspolynom {\displaystyle \Phi _{n}(b)} und für {\displaystyle R_{n}(b)}:

{\displaystyle \Phi _{n}(b)=\Phi _{11}(2)=2^{10}+2^{9}+2^{8}+2^{7}+2^{6}+2^{5}+2^{4}+2^{3}+2^{2}+2^{1}+1=2047}
{\displaystyle R_{n}(b)=R_{11}(2)={\frac {\Phi _{n}(b)}{\operatorname {ggT} (\Phi _{n}(b),n)}}={\frac {2047}{\operatorname {ggT} (2047,11)}}={\frac {2047}{1}}=2047=23\cdot 89}
Somit haben {\displaystyle p_{1}=23} und {\displaystyle p_{2}=89} die gleiche Periodenlänge {\displaystyle n=11} (im Speziellen ist {\displaystyle {\frac {1}{23}}=0,{\overline {00001011001}}_{2}} und {\displaystyle {\frac {1}{89}}=0,{\overline {00000010111}}_{2}}). Die beiden Primzahlen {\displaystyle p_{1}=23} und {\displaystyle p_{2}=89} sind also bi-einzigartige Primzahlen zur Basis {\displaystyle b=2}.
- Es gibt 1228 ungerade Primzahlen unter 10000, aber nur 21 von ihnen sind im Binärsystem einzigartig und 76 von ihnen sind bi-einzigartig.
- Die beiden Primfaktoren {\displaystyle p_{1}} (143 Stellen) und {\displaystyle p_{2}} (177 Stellen) der Mersenne-Zahl {\displaystyle M_{1061}=2^{1061}-1} sind bi-einzigartige Primzahlen zur Basis {\displaystyle b=2} mit einer Periodenlänge {\displaystyle n=1061}. Die beiden Primzahlen lauten:

{\displaystyle p_{1}=46817226351072265620777670675006972301618979214252832875068976303839400413682313921168154465151768472420980044715745858522803980473207943564433}
{\displaystyle p_{2}=527739642811233917558838216073534609312522896254707972010583175760467054896492872702786549764052643493511382273226052631979775533936351462037464331880467187717179256707148303247}
- Die momentan (Stand: 18. August 2018) größte bekannte bi-einzigartige Primzahl ist momentan noch eine PRP-Zahl (also wegen ihrer Größe nur sehr wahrscheinlich eine Primzahl) und lautet:

{\displaystyle p_{1}={\frac {2^{5240707}-1}{75392810903}}}
Sie wurde im Juli 2016 von Tony Prest entdeckt und hat 1577600 Stellen. Die Periodenlänge ist {\displaystyle n=5240707}, die dazugehörige Primzahl {\displaystyle p_{2}=75392810903}.
- Die folgenden beiden Listen geben die kleinsten bi-einzigartigen Primzahlen {\displaystyle p_{1}} und {\displaystyle p_{2}} zu den Basen {\displaystyle b=2} bzw. {\displaystyle b=10} an, für die sowohl {\displaystyle {\frac {1}{p_{1}}}} als auch {\displaystyle {\frac {1}{p_{2}}}} die gleiche Periodenlänge {\displaystyle n} besitzt:

| bi-einzigartige Primzahlen zur Basis {\displaystyle b=2} (Dualsystem) | bi-einzigartige Primzahlen zur Basis {\displaystyle b=2} (Dualsystem) | bi-einzigartige Primzahlen zur Basis {\displaystyle b=2} (Dualsystem) |
| Primzahl {\displaystyle p_{1}}                                        | Primzahl {\displaystyle p_{2}}                                        | Perioden- länge {\displaystyle n}                                     |
| --------------------------------------------------------------------- | --------------------------------------------------------------------- | --------------------------------------------------------------------- |
| 23                                                                    | 89                                                                    | 011                                                                   |
| 29                                                                    | 113                                                                   | 028                                                                   |
| 37                                                                    | 109                                                                   | 036                                                                   |
| 47                                                                    | 178481                                                                | 023                                                                   |
| 59                                                                    | 3033169                                                               | 058                                                                   |
| 61                                                                    | 1321                                                                  | 060                                                                   |
| 67                                                                    | 20857                                                                 | 066                                                                   |
| 71                                                                    | 122921                                                                | 035                                                                   |
| 79                                                                    | 121369                                                                | 039                                                                   |
| 83                                                                    | 8831418697                                                            | 082                                                                   |
| 89                                                                    | 23                                                                    | 011                                                                   |
| 97                                                                    | 673                                                                   | 048                                                                   |
| 107                                                                   | 28059810762433                                                        | 106                                                                   |
| 109                                                                   | 37                                                                    | 036                                                                   |
| 113                                                                   | 29                                                                    | 028                                                                   |
| 139                                                                   | 168749965921                                                          | 138                                                                   |
| 167                                                                   | 57912614113275649087721                                               | 083                                                                   |
| 193                                                                   | 22253377                                                              | 096                                                                   |
| 223                                                                   | 616318177                                                             | 037                                                                   |
| 251                                                                   | 4051                                                                  | 050                                                                   |
| 263                                                                   | 10350794431055162386718619237468234569                                | 131                                                                   |
| 281                                                                   | 86171                                                                 | 070                                                                   |
| 283                                                                   | 165768537521                                                          | 094                                                                   |
| 353                                                                   | 2931542417                                                            | 088                                                                   |
| 397                                                                   | 2113                                                                  | 044                                                                   |
| 433                                                                   | 38737                                                                 | 072                                                                   |
| 463                                                                   | 4982397651178256151338302204762057                                    | 231                                                                   |
| 571                                                                   | 160465489                                                             | 114                                                                   |
| 577                                                                   | 487824887233                                                          | 144                                                                   |
| 601                                                                   | 1801                                                                  | 025                                                                   |
| 607                                                                   | 1512768222413735255864403005264105839324374778520631853993            | 303                                                                   |
| 631                                                                   | 23311                                                                 | 045                                                                   |
| 641                                                                   | 6700417                                                               | 064                                                                   |
| 643                                                                   | 84115747449047881488635567801                                         | 214                                                                   |
| 673                                                                   | 97                                                                    | 048                                                                   |
| 727                                                                   | 1786393878363164227858270210279                                       | 121                                                                   |
| 751                                                                   | 2139731020464054092520609592459940706818275139793055476751            | 375                                                                   |
| 769                                                                   | 442499826945303593556473164314770689                                  | 384                                                                   |
| 919                                                                   | 75582488424179347083438319                                            | 153                                                                   |

| bi-einzigartige Primzahlen zur Basis {\displaystyle b=10} (Dezimalsystem) | bi-einzigartige Primzahlen zur Basis {\displaystyle b=10} (Dezimalsystem) | bi-einzigartige Primzahlen zur Basis {\displaystyle b=10} (Dezimalsystem) |
| Primzahl {\displaystyle p_{1}}                                            | Primzahl {\displaystyle p_{2}} | Perioden- länge {\displaystyle n}                                         |
| ------------------------------------------------------------------------- | --- | ------------------------------------------------------------------------- |
| 7                                                                         | 13 | 006                                                                       |
| 13                                                                        | 7 | 006                                                                       |
| 17                                                                        | 5882353 | 016                                                                       |
| 19                                                                        | 52579 | 018                                                                       |
| 31                                                                        | 2906161 | 015                                                                       |
| 41                                                                        | 271 | 005                                                                       |
| 59                                                                        | 154083204930662557781201849 | 058                                                                       |
| 67                                                                        | 1344628210313298373 | 033                                                                       |
| 73                                                                        | 137 | 008                                                                       |
| 131                                                                       | 8396862596258693901610602298557167100076327481 | 130                                                                       |
| 137                                                                       | 73 | 008                                                                       |
| 197                                                                       | 5076141624365532994918781726395939035533 | 098                                                                       |
| 239                                                                       | 4649 | 007                                                                       |
| 271                                                                       | 41 | 005                                                                       |
| 521                                                                       | 1900381976777332243781 | 052                                                                       |
| 593                                                                       | 1686340623946037268128160202360893760539460370996627318701517706745362561551433406408094266441822934232698145025463743674536256340640809274873526138279915682968128161887015177082630691231028669477234384485666273187182124789224283305059021924114671146711635919055647554806087689713153457 | 592                                                                       |
| 617                                                                       | 16205834846012967584927082656402106953 | 088                                                                       |
| 619                                                                       | 1775284489339416641516803067691597578511956541035700971080615668660902909691278027303875446040227946528253652647836815849739920822311775462017788350583180954747998366738269807736689804541177723730227769                                                                                     | 618                                                                       |
| 659                                                                       | 1669195584218529590286646434157814854324736115309393021412746417147209575112122913673899831396223233670544614736130332153279379512729727027480863261018377995279044174675248693324903049907283780136568875569212594823808802899848086342960546280576631426403625189683004552185129             | 658                                                                       |
| 691                                                                       | 15918798843849477568899983937931966555877132981347465830696251648192619376266439940521 | 230                                                                       |
| 709                                                                       | 14245401833582651607757419040888434428913949083230042298871664456967418914104358110028349774189012834964598039633272071932441466712270946403242595346967417489564174751763188998447108746121155148238363750352751762904090410437093089                                                         | 708                                                                       |
| 757                                                                       | 440334654777631 | 027                                                                       |
| 859                                                                       | 1058313049 | 026                                                                       |
| 881                                                                       | 11351872871736662882973881952326901248582292849023836549375698070374687854710556299659477866174801360953461975027241770726447219069239499432349602724177071521 | 440                                                                       |

## Tri-Einzigartige Primzahlen
Analog zu den bi-einzigartigen Primzahlen kann man auch tri-einzigartige Primzahlen definieren:
Die drei Primzahlen {\displaystyle p_{1},p_{2},p_{3}\in \mathbb {P} } nennt man tri-einzigartige Primzahlen (vom englischen tri-unique prime), wenn gilt:
- Die drei Bruchzahlen {\displaystyle {\frac {1}{p_{1}}},{\frac {1}{p_{2}}}} und {\displaystyle {\frac {1}{p_{3}}}} haben die gleiche Periodenlänge {\displaystyle n}
- Es gibt keine andere Primzahl {\displaystyle q\in \mathbb {P} }, sodass {\displaystyle {\frac {1}{q}}} diese Periodenlänge {\displaystyle n} besitzt

### Beispiele
- Sei die Basis {\displaystyle b=10} und die Periodenlänge {\displaystyle n=13}. Dann gilt für das Kreisteilungspolynom {\displaystyle \Phi _{n}(b)} und für {\displaystyle R_{n}(b)}:

{\displaystyle \Phi _{n}(b)=\Phi _{13}(10)=\sum _{i=0}^{12}10^{i}=1.111.111.111.111}
{\displaystyle R_{n}(b)=R_{13}(10)={\frac {\Phi _{n}(b)}{\operatorname {ggT} (\Phi _{n}(b),n)}}={\frac {\Phi _{13}(10)}{\operatorname {ggT} (\Phi _{13}(10),13)}}={\frac {\Phi _{13}(10)}{1}}=1.111.111.111.111=53\cdot 79\cdot 265371653}
Somit haben {\displaystyle p_{1}=53}, {\displaystyle p_{2}=79} und {\displaystyle p_{3}=265371653} die gleiche Periodenlänge {\displaystyle n=13}. Die drei Primzahlen {\displaystyle p_{1}=53}, {\displaystyle p_{2}=79} und {\displaystyle p_{3}=265371653} sind also tri-einzigartige Primzahlen zur Basis {\displaystyle b=10}.
- Sei die Basis {\displaystyle b=2} und die Periodenlänge {\displaystyle n=29}. Dann gilt für das Kreisteilungspolynom {\displaystyle \Phi _{n}(b)} und für {\displaystyle R_{n}(b)}:

{\displaystyle \Phi _{n}(b)=\Phi _{29}(2)=\sum _{i=0}^{28}2^{i}=536870911}
{\displaystyle R_{n}(b)=R_{29}(2)={\frac {\Phi _{n}(b)}{\operatorname {ggT} (\Phi _{n}(b),n)}}={\frac {536870911}{\operatorname {ggT} (536870911,29)}}={\frac {536870911}{1}}=536870911=233\cdot 1103\cdot 2089}
Somit haben {\displaystyle p_{1}=233}, {\displaystyle p_{2}=1103} und {\displaystyle p_{3}=2089} die gleiche Periodenlänge {\displaystyle n=29}. Die drei Primzahlen {\displaystyle p_{1}=233}, {\displaystyle p_{2}=1103} und {\displaystyle p_{3}=2089} sind also tri-einzigartige Primzahlen zur Basis {\displaystyle b=2}.
- Die folgenden beiden Listen geben die kleinsten tri-einzigartigen Primzahlen {\displaystyle p_{1},p_{2}} und {\displaystyle p_{3}} zur Basis {\displaystyle b=2} bis {\displaystyle p<1000} bzw. zur Basis {\displaystyle b=10} bis {\displaystyle n\leq 200} an, für die sowohl {\displaystyle {\frac {1}{p_{1}}},{\frac {1}{p_{2}}}} als auch {\displaystyle {\frac {1}{p_{3}}}} die gleiche Periodenlänge {\displaystyle n} besitzt:

| tri-einzigartige Primzahlen zur Basis {\displaystyle b=2} (Dualsystem) | tri-einzigartige Primzahlen zur Basis {\displaystyle b=2} (Dualsystem)                                                                 | tri-einzigartige Primzahlen zur Basis {\displaystyle b=2} (Dualsystem) |
| Primzahl {\displaystyle p_{1}}                                         | Primzahlen {\displaystyle p_{2},p_{3}}                                                                                                 | Perioden- länge {\displaystyle n}                                      |
| ---------------------------------------------------------------------- | --- | ---------------------------------------------------------------------- |
| 53                                                                     | 157, 1613 | 052                                                                    |
| 101                                                                    | 8101, 268501 | 100                                                                    |
| 103                                                                    | 2143, 11119 | 051                                                                    |
| 131                                                                    | 409891, 7623851 | 130                                                                    |
| 137                                                                    | 953, 26317 | 068                                                                    |
| 157                                                                    | 53, 1613 | 052                                                                    |
| 163                                                                    | 135433, 272010961 | 162                                                                    |
| 179                                                                    | 62020897, 18584774046020617 | 178                                                                    |
| 181                                                                    | 54001, 29247661 | 180                                                                    |
| 191                                                                    | 420778751, 30327152671 | 095                                                                    |
| 197                                                                    | 19707683773, 4981857697937 | 196                                                                    |
| 199                                                                    | 153649, 33057806959 | 099                                                                    |
| 211                                                                    | 664441, 1564921 | 210                                                                    |
| 229                                                                    | 457, 525313 | 076                                                                    |
| 233                                                                    | 1103, 2089 | 029                                                                    |
| 271                                                                    | 348031, 49971617830801 | 135                                                                    |
| 307                                                                    | 2857, 6529 | 102                                                                    |
| 317                                                                    | 381364611866507317969, 604462909806215075725313                                                                                        | 316                                                                    |
| 359                                                                    | 1433, 1489459109360039866456940197095433721664951999121                                                                                | 179                                                                    |
| 367                                                                    | 55633, 37201708625305146303973352041                                                                                                   | 183                                                                    |
| 373                                                                    | 951088215727633, 4611545283086450689                                                                                                   | 372                                                                    |
| 419                                                                    | 3410623284654639440707, 1607792018780394024095514317003                                                                                | 418                                                                    |
| 421                                                                    | 146919792181, 1041815865690181 | 420                                                                    |
| 431                                                                    | 9719, 2099863 | 043                                                                    |
| 439                                                                    | 2298041, 9361973132609 | 073                                                                    |
| 443                                                                    | 4714692062809, 4507513575406446515845401458366741487526913                                                                             | 442                                                                    |
| 457                                                                    | 229, 525313 | 076                                                                    |
| 467                                                                    | 27961, 352369374013660139472574531568890678155040563007620742839120913                                                                 | 466                                                                    |
| 491                                                                    | 15162868758218274451, 50647282035796125885000330641                                                                                    | 490                                                                    |
| 547                                                                    | 105310750819, 292653113147157205779127526827                                                                                           | 546                                                                    |
| 563                                                                    | 5203536083, 442079688503172860176607217752424068059658864615965341384647107224486419                                                   | 562                                                                    |
| 617                                                                    | 78233, 35532364099 | 154                                                                    |
| 659                                                                    | 762394321774681, 359687424377961714750891763743933975334959200103759485840227631801                                                    | 658                                                                    |
| 691                                                                    | 1884103651, 345767385170491 | 230                                                                    |
| 701                                                                    | 2430065924693517198550322751963101, 1038213793447841940908293355871461401                                                              | 700                                                                    |
| 739                                                                    | 165313, 13194317913029593 | 246                                                                    |
| 757                                                                    | 456376431053626339473533320957, 304832756195865229284807891468769                                                                      | 756                                                                    |
| 787                                                                    | 7237497065445543055003057643920459, 433685074806886298028919267117655888254843                                                         | 786                                                                    |
| 811                                                                    | 15121, 385838642647891 | 270                                                                    |
| 827                                                                    | 170735974773267443, 6043930497790503973481076813462520042997083539133970912065745573049492802026928038019                              | 826                                                                    |
| 859                                                                    | 8340357737139637289786276330761, 185074846248319535013227469188526344689                                                               | 858                                                                    |
| 881                                                                    | 3191, 201961 | 055                                                                    |
| 887                                                                    | 207818990653657, 123219439267346362049744425289349676468781136823956005602631224069302162695430546376768705960936201429580820215522273 | 443                                                                    |
| 911                                                                    | 112901153, 23140471537 | 091                                                                    |
| 953                                                                    | 137, 26317 | 068                                                                    |
| 991                                                                    | 334202934764737951438594746151, 6084777159537635796550536863741698483921                                                               | 495                                                                    |

| tri-einzigartige Primzahlen zur Basis {\displaystyle b=10} (Dezimalsystem) | tri-einzigartige Primzahlen zur Basis {\displaystyle b=10} (Dezimalsystem)                                               | tri-einzigartige Primzahlen zur Basis {\displaystyle b=10} (Dezimalsystem) |
| Primzahl {\displaystyle p_{1}}                                             | Primzahlen {\displaystyle p_{2},p_{3}}                                                                                   | Perioden- länge {\displaystyle n}                                          |
| -------------------------------------------------------------------------- | --- | -------------------------------------------------------------------------- |
| 23                                                                         | 4093, 8779 | 022                                                                        |
| 29                                                                         | 281, 121499449 | 028                                                                        |
| 43                                                                         | 1933, 10838689 | 021                                                                        |
| 53                                                                         | 79, 265371653 | 013                                                                        |
| 61                                                                         | 4188901, 39526741 | 060                                                                        |
| 71                                                                         | 123551, 102598800232111471                                                                                               | 035                                                                        |
| 79                                                                         | 53, 265371653 | 013                                                                        |
| 89                                                                         | 1052788969, 1056689261                                                                                                   | 044                                                                        |
| 103                                                                        | 4013, 21993833369 | 034                                                                        |
| 109                                                                        | 153469, 59779577156334533866654838281                                                                                    | 108                                                                        |
| 113                                                                        | 73765755896403138401, 119968369144846370226083377                                                                        | 112                                                                        |
| 127                                                                        | 2689, 459691 | 042                                                                        |
| 151                                                                        | 4201, 15763985553739191709164170940063151                                                                                | 075                                                                        |
| 179                                                                        | 12147237304901893, 4180967272673252032291190917188955510245874180001164839931077197586653                                | 178                                                                        |
| 181                                                                        | 4999437541453012143121, 1105097795002994798105101                                                                        | 180                                                                        |
| 211                                                                        | 241, 2161 | 030                                                                        |
| 227                                                                        | 908191467191, 53895712312217719065267103426685397298498705173449226555003346881878523705781079015749721646701723         | 113                                                                        |
| 241                                                                        | 211, 2161 | 030                                                                        |
| 251                                                                        | 5051, 78875943472201 | 050                                                                        |
| 277                                                                        | 203864078068831, 1595352086329224644348978893                                                                            | 069                                                                        |
| 281                                                                        | 29, 121499449 | 028                                                                        |
| 283                                                                        | 721030498171501831, 441506346488360048482114135141919313523563714948107161215664533500695867                             | 141                                                                        |
| 293                                                                        | 10826684964539959837294043117, 286578888976194997999922592330908602103011                                                | 146                                                                        |
| 311                                                                        | 9294566806081, 311356050778390853515194982157798457569542012969741683230780943655658473371697366138417141225623774416801 | 155                                                                        |

## Verallgemeinerung: n-Einzigartige Primzahlen
Die {\displaystyle n} Primzahlen {\displaystyle p_{1},p_{2},\ldots p_{n}\in \mathbb {P} } nennt man n-einzigartige Primzahlen (vom englischen n-unique prime), wenn gilt:
- Die {\displaystyle n} Bruchzahlen {\displaystyle {\frac {1}{p_{1}}},{\frac {1}{p_{2}}},\ldots ,{\frac {1}{p_{n}}}} haben die gleiche Periodenlänge {\displaystyle n}.
- Es gibt keine andere Primzahl {\displaystyle q\in \mathbb {P} }, sodass {\displaystyle {\frac {1}{q}}} diese Periodenlänge {\displaystyle n} besitzt.

### Beispiele
- Die folgenden Primzahlen sind die kleinsten n-einzigartigen Primzahlen zur Basis {\displaystyle b=2} mit aufsteigendem {\displaystyle n=1,2,3,\ldots }:

3, 23, 53, 149, 269, 461, 619, 389, …
Beispiel:
An der 6. Stelle obiger Liste steht die Zahl {\displaystyle p=461}. Das bedeutet, dass {\displaystyle p_{1}=461} die kleinste Primzahl ist, die zu einem 6-einzigartigen Primzahlentupel {\displaystyle (p_{1},p_{2},p_{3},p_{4},p_{5},p_{6})} zur Basis {\displaystyle b=2} gehört.
- Die folgenden Primzahlen sind die kleinsten n-einzigartigen Primzahlen zur Basis {\displaystyle b=10} mit aufsteigendem {\displaystyle n=1,2,3,\ldots }:

3, 7, 23, 47, 163, 149, …
Beispiel:
An der 5. Stelle obiger Liste steht die Zahl {\displaystyle p=163}. Das bedeutet, dass {\displaystyle p_{1}=163} die kleinste Primzahl ist, die zu einem 5-einzigartigen Primzahlentupel {\displaystyle (p_{1},p_{2},p_{3},p_{4},p_{5})} zur Basis {\displaystyle b=10} gehört.